# Hyundai Stellar
Hyundai Stellar är en bakhjulsdriven mellanklassbil, som tillverkades av Hyundai Motor Company.

## Bakgrund
Hyundai Stellar introducerades i juli 1983. Stellar ersatte Cortina, som Hyundai tillverkade på licens från Ford. Hyundai anlitade Giorgetto Giugiaro för designen, men behöll bottenplattan från Ford Cortina.

## Teknik
Motorer och växellådor tillverkades på licens från Mitsubishi. Det fanns tre motoralternativ: 1,4, 1,6 och 2,0 liter, från Mitsubishis motorserier Saturn och Sirius. Växellådorna som Stellar utrustades med var 4- eller 5-växlade manuella lådor, alternativt 3- eller 4-stegs automatväxellådor.

## Ersättare
1991 startade tillverkningen av ersättaren Hyundai Elantra, men Stellar tillverkades ytterligare något år i taxiutförande.